# NGC 899
NGC 899 is een onregelmatig sterrenstelsel in het sterrenbeeld Walvis. Het hemelobject werd op 13 november 1835 ontdekt door de Britse astronoom John Herschel.

## Synoniemen
- PGC 8990
- ESO 545-7
- MCG -4-6-30
- UGCA 26
- IRAS02195-2103